# Mapleton (Minnesota)
Mapleton és una població dels Estats Units a l'estat de Minnesota. Segons el cens del 2000 tenia 1.678 habitants.

## Demografia
Segons el cens del 2000, Mapleton tenia 1.678 habitants, 637 habitatges, i 443 famílies. La densitat de població era de 431,9 habitants per km².
Dels 637 habitatges en un 36,4% hi vivien nens de menys de 18 anys, en un 57,3% hi vivien parelles casades, en un 9,4% dones solteres, i en un 30,3% no eren unitats familiars. En el 26,1% dels habitatges hi vivien persones soles el 14% de les quals corresponia a persones de 65 anys o més que vivien soles. El nombre mitjà de persones vivint en cada habitatge era de 2,49 i el nombre mitjà de persones que vivien en cada família era de 3,01.
Per edats la població es repartia de la següent manera: un 26,5% tenia menys de 18 anys, un 8,4% entre 18 i 24, un 26,3% entre 25 i 44, un 18,4% de 45 a 60 i un 20,3% 65 anys o més.
L'edat mediana era de 38 anys. Per cada 100 dones de 18 o més anys hi havia 85,1 homes.
La renda mediana per habitatge era de 38.790 $ i la renda mediana per família de 48.250 $. Els homes tenien una renda mediana de 29.718 $ mentre que les dones 20.656 $. La renda per capita de la població era de 18.375 $. Entorn del 2,9% de les famílies i el 3,7% de la població estaven per davall del llindar de pobresa.

## Poblacions més properes
El següent diagrama mostra les poblacions més properes.